# Pena de morte em Nauru
A pena de morte em Nauru foi usada antes de sua independência em 1968. Antes da abolição da pena de morte em 12 de maio de 2016, com a aprovação da Lei de Crimes de 2016, a Anistia Internacional classificou Nauru como abolicionista na prática. 

## Acordos internacionais
Nauru ainda não é parte do Segundo Protocolo Opcional ao Pacto Internacional sobre Direitos Civis e Políticos. Em dezembro de 2012, Nauru votou a favor da Resolução sobre uma Moratória sobre o Uso da Pena de Morte na Assembléia Geral das Nações Unidas.  Nauru não estava presente na votação mais recente na Assembléia Geral da ONU sobre uma moratória da pena de morte em dezembro de 2014. 
 

Apesar de ter abolido a pena de morte, Nauru votou contra a Resolução de Moratória da ONU em 2018. 